# Seufzerbrücke

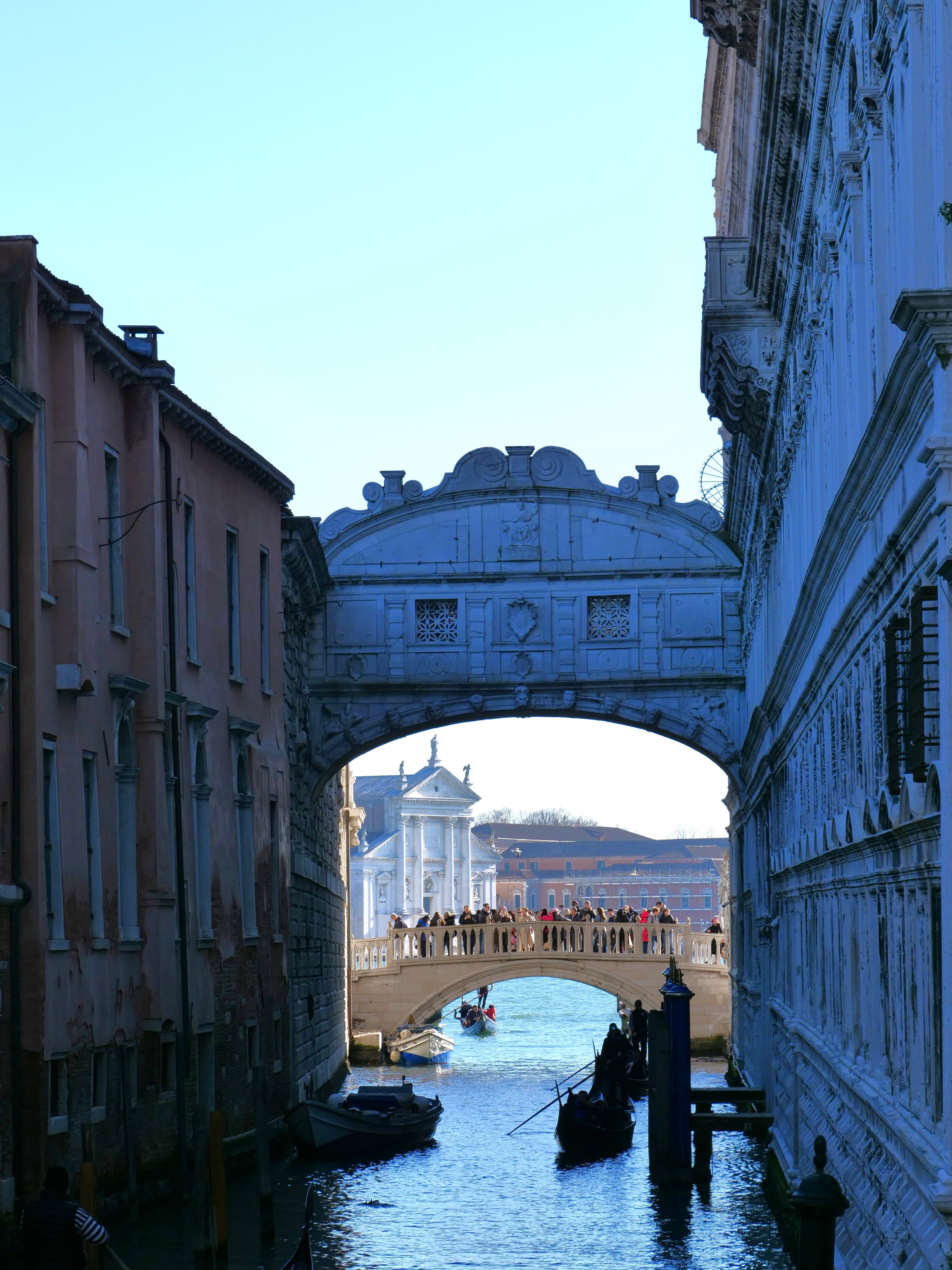
Die Nordseite der Seufzerbrücke vor Ponte della Paglia und San Giorgio Maggiore

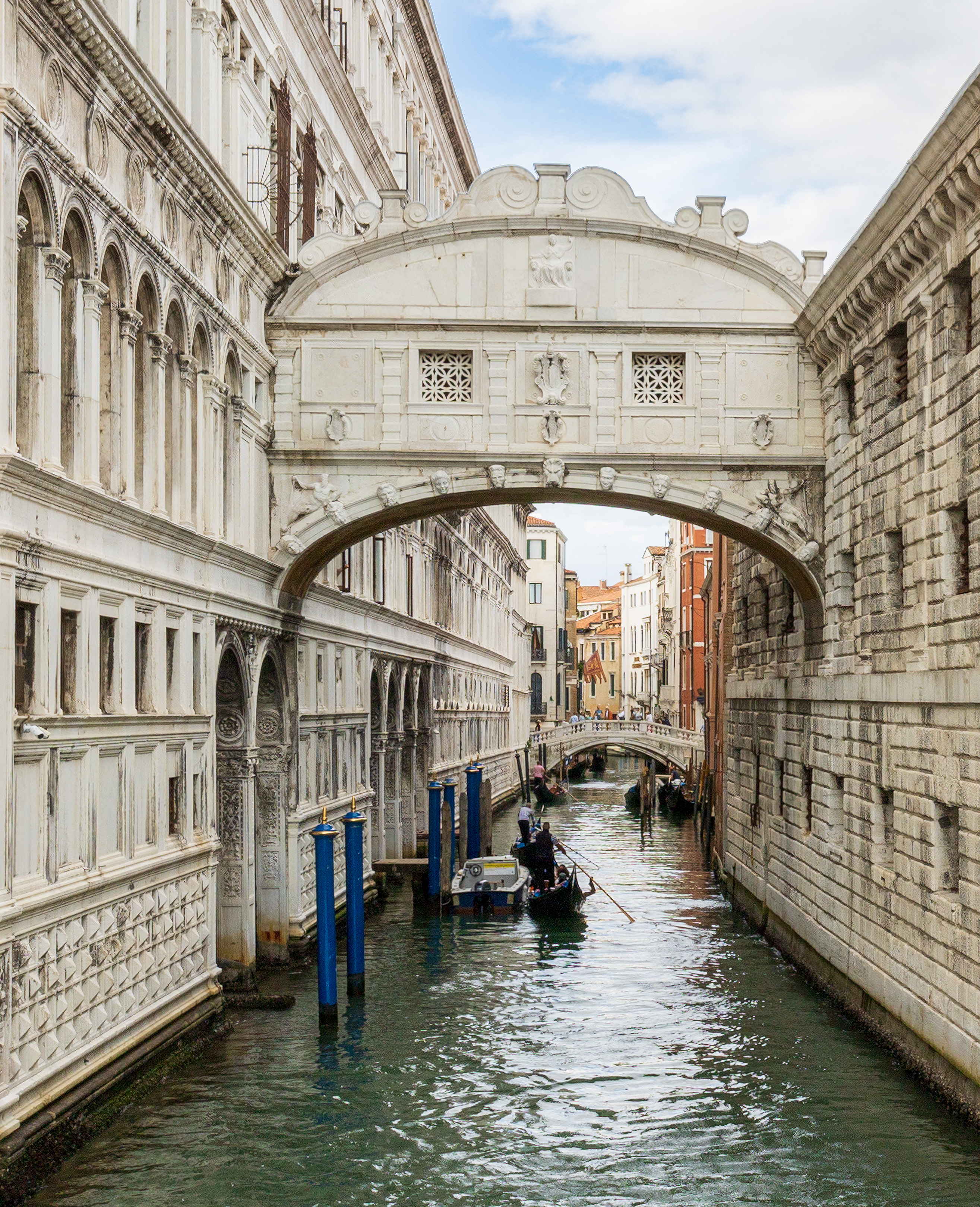
Die Südseite mit dem Rio de Palazzo, dahinter die Ponte de la Canonica

Die Seufzerbrücke (italienisch Ponte dei Sospiri) ist eine Bautenverbindungsbrücke, die den Dogenpalast und die Prigioni nuove, das neue Gefängnis, in der italienischen Stadt Venedig verbindet und über den Rio de Palazzo, einen etwa acht Meter breiten Kanal, führt.
Die schmale, elf Meter lange, weiße Kalksteinbrücke wurde geplant von Antonio Contin, einem Neffen von Antonio da Ponte, dem Erbauer der Rialtobrücke. Begonnen wurde mit dem Bau im Jahre 1600, vollendet war die Brücke 1602/03. Contin hatte auch bereits an der Rialtobrücke mitgewirkt. Vom Dogenpalast wurden die von venezianischen Gerichten Verurteilten zur Haft oder zur Hinrichtung über diese Brücke in die Gefängnisräume geleitet. Über die Brücke führen zwei durch eine Mauer getrennte Wege, die den Blick von abgeführten Gefangenen auf die dem Gericht vorzuführenden verhindert. Die Brücke ist außerdem mit zwanzig Maskaronen verziert.
Die „Seufzerbrücke“ erhielt erst im Zeitalter der Romantik ihren Namen, in der Vorstellung, dass die Gefangenen auf ihrem Weg ins Gefängnis von hier aus zum letzten Mal mit einem Seufzen einen Blick in die Freiheit der Lagune werfen konnten.
Einen sehr guten Blick auf die Seufzerbrücke hat man von der Ponte della Paglia und von der Ponte de la Canonica.
Viele ähnliche Brücken wurden nach dem italienischen Vorbild ebenfalls Seufzerbrücke genannt. Bekanntere unter ihnen sind die an der Universität Cambridge, an der Universität Oxford und in Bremen.
Die Seufzerbrücke (Le pont des soupirs) ist auch der Name einer Opéra bouffon von Jacques Offenbach.
Koordinaten: 45° 26′ 2,2″ N, 12° 20′ 27,2″ O